# Забота главы семейства
«Забота главы семейства» («нем. Die Sorge des Hausvaters») — рассказ Франца Кафки, написанный в 1917 году и включённый в сборник «Сельский врач» («Ein Landarzt»), опубликованный Куртом Вольфом в Мюнхене и Лейпциге в 1919 году. Названия в других переводах: «Заботы главы семейства»; «Забота отца семейства»; «Заботы отца семейства»; «Беспокойство отца семейства»; «Забота отца».

## Сюжет
Повествование ведётся от лица рассказчика, Главы семейства. Он сообщает, что в его доме живёт крошечное нечто (называемое им «существо», «устройство», «создание» и «предмет») по имени Одрадек.

На первый взгляд оно выглядит как плоская звездообразная шпулька для ниток, и действительно кажется, что оно обмотано нитками; похоже, правда, что это всего лишь оборванные, старые, связанные друг с другом, а также сбившиеся в комки куски ниток самого разного цвета и вида. Но это не только шпулька — из середины звезды выходит ещё маленький поперечный стержень и к этому стержню потом под прямым углом присоединяется ещё один. С помощью этого последнего стержня с одной стороны и одного из лучей звезды с другой стороны всё это создание может стоять прямо, словно на двух ногах.— Франц Кафка «Забота главы семейства»
Одрадек может передвигаться по дому и покидать его, «он крайне подвижен, и его невозможно поймать», и хотя бывает, что «его месяцами не видно», он всё же «неизбежно возвращается». Большую часть времени Одрадек «нем как дерево, которое, кажется, и составляет всю его природу», однако он способен разговаривать и даже смеяться, при этом смех его звучит как «шелест в опавших листьях».
Сам Одрадек в разговорах с рассказчиком характеризует своё место жительства как «неопределённое», что соответствует записи в паспорте бездомного в Чехии того времени.
Рассказчику неизвестно, чем занимается Одрадек, кроме того, он не может приписать ему какое-либо предназначение или цель, хотя предмет кажется «хоть и бессмысленным, но в своём роде законченным». Вследствие этого рассказчик сомневается в смертности Одрадека, и представление о том, что это бесцельное нечто, возможно, переживёт его, кажется Главе семейства «чуть ли не оскорбительным».

## Контекст
Сборник «Сельский врач» получил своё название по одноимённому рассказу и был посвящён отцу Кафки. В него вошли 14 рассказов, весьма разнообразных по тематике и непохожих друг на друга. И всё же в текстах, включённых в сборник, критики находят одну центральную тему, пронизавшую наибольшее число этих произведений, — тему смерти Бога, или, скорее, поскольку Бог умер не совсем или ещё не совсем забыт, тему его обветшания и бесповоротного упадка. Публикация сборника была отложена на 2 года в связи с Первой мировой войной.
Точное время создания «Заботы главы семейства» неизвестно, мы знаем лишь, что рассказ был написан в 1917 году. Этому предшествовал долгий, почти двухлетний, период творческого кризиса, резко оборвавшийся в декабре 1916-го.
В то время Кафка жил в Праге и работал в страховом агентстве, не испытывая никакой любви к этой профессии. С началом Первой мировой войны Кафка надеялся — он часто повторял это в своём «Дневнике» и в своих письмах — быть призванным в армию. Он хотел — и это достоверно известно — разделить общую судьбу, быть наконец-то интегрированным в общество, и без сомнения также стремился вырваться из мрачного кабинета служащего страховой компании. Медицинская комиссия в июне 1915 года признала его годным для вспомогательной службы, но он тотчас же был затребован агентством, в котором работал, поскольку его присутствие в бюро сочли необходимым для служебного процесса.
С 1912 года писатель находился в любовных отношениях с Фелицей Бауэр, был помолвлен с ней 31 мая 1914 года, но расторг помолвку в августе того же года. В 1917-м он готовился во второй раз обручиться с Фелицей и в марте снял для них квартиру во дворце Шенборн, одном из пышных дворцов в стиле барокко на Кляйнзайте. Кроме этого жилья, у него было ещё одно: часть времени он проводил в маленьком домике на улице Алхимиков, который ему уступила сестра. Одновременно с этим он начал подумывать о том, чтобы бросить работу в агентстве и попытаться зарабатывать на жизнь писательским трудом.
Однако предстоящий брак, очевидно, пугал его. Записи в «Дневнике» Кафки конца 1916-го и начала 1917-го полны сомнений и колебаний. Кроме того, в апреле 1917 года Кафка пишет рассказ под названием «Отчёт для Академии», историю учёной обезьяны, которую поймали охотники фирмы «Гагенбек». Большинство литературоведов указывают на связь этой истории с биографией самого автора. Рассказ написан хоть и с юмором, но юмор этот кажется вымученным: пойманный шимпанзе решает однажды поднести ко рту бутылку со шнапсом и, преодолевая отвращение, выпивает большой глоток. С этого момента обезьяна приобретает дар речи и становится совершенно похожей на тех людей, которые её посадили в клетку, навсегда приобщается к пошлости человеческого существования. По прошествии пяти лет, объясняет она, нужно обязательно найти выход. Приближались пять лет, как Кафка и Фелица впервые встретились у родителей Макса Брода.
В начале июля 1917 года Фелица приезжает в Прагу, и 12 июля они отмечают (очень формально) второе обручение. В тот же месяц Кафка сопровождает Фелицу в Арад (современная Румыния), где живёт одна из её сестёр. Они проезжают через Будапешт, затем Кафка возвращается в Прагу один, делая короткую остановку в Вене.
Чтобы рассеять тоску, весной Кафка пытался читать Стриндберга, этнологические сочинения о зарождении религиозного чувства и Библию, а также взялся за изучение иврита. В июне и июле он возвращается к чтению Бытия, фиксируя в «Дневнике» довольно еретические мысли: Авраам, а также Исаак отреклись от своих жён; Иаков, избранник Божий, был человеком, полным греха; судьба Исава оказалась предопределённой с незапамятных времён, каким бы ни было изначально его поведение; симпатия Господа распространялась, скорее, на Каина, убийцу, нежели на кроткого Авеля. И главное, гнев Бога нацелен на всё человечество сразу; запреты, которые он называет (как тот, который относится к Древу познания добра и зла), не мотивированы, они не являются следствием греха, совершённого первыми людьми; наказание, налагаемое им, относится без разбора ко всем сразу — Адаму, Еве, змию. Между Богом и родом людским связь прервана, и так было с самого начала. Отсюда замечание, сопровождающее его размышления: «Только Ветхий Завет ясно представляет, что ничего не следует говорить о загробном мире». О загробной жизни говорят религии посредничества и прощения, проповедующие примирение и пути к спасению. Кафка их отрицает, он ощущает согласие только с грубой и неуступчивой еврейской мыслью, которую выражает Ветхий Завет.
Месяц спустя после второй помолвки с Фелицей, в ночь с 9 на 10 августа, у Кафки открывается лёгочное кровотечение. Ему предшествовали небольшие кровохаркания, которым Кафка не придавал особого значения. Тем не менее, в «Дневнике» имеется следующая запись, датируемая 4 августа: «Громкозвучные трубы Пустоты». Весьма вероятно, что существует связь между этими словами и первыми признаками болезни. У писателя диагностируют туберкулёз обоих лёгких.
В сентябре Кафка переезжает в Цюрау, деревню в Богемии, откуда пишет Максу Броду: «Назвать ли ложной надеждой, самообманом желание остаться навсегда здесь, то есть в деревенской местности, вдали от железной дороги, но близко к неизбежному закату, от которого никто и ничто не может найти защиты? Если это самообман, то значит, зов крови требует от меня стать новым воплощением моего дядюшки, сельского врача». Также он решается расторгнуть помолвку с Фелицей, однако всё же медлит в силу ряда причин.
В это время Кафке удаётся преодолеть недоверие, которое он испытывает к тому, что пишет. Так, он отмечает в своем «Дневнике» в сентябре: «Временное удовлетворение я ещё могу получать от таких работ, как „Сельский врач“, при условии, если мне ещё удастся что-нибудь подобное (очень маловероятно)». Он соглашается, чтобы шесть его произведений были напечатаны в различных журналах 1917 года, сразу же после их написания. В сентябре он вступает в переговоры со своим издателем Куртом Вольфом о публикации сборника рассказов «Сельский врач». Такая снисходительность по отношению к своим произведениям для него непривычна.
В декабре Кафка расторгает помолвку и прекращает все отношения с Фелицей. 30 декабря он делает запись в «Дневнике»: «В основном не разочарован».

## Интерпретации
Рассказ привлёк внимание многих философов и литературных критиков, которые оказались сбиты с толку и, пытаясь истолковать его значение, предложили множество вариантов анализа текста.
В частности, были выдвинуты предположения, что история об Одрадеке может быть истолкована как:
- Критика капитализма[3][4][5];

- Символ вытесненных воспоминаний[4][6];

- Память о родителях;

- Общий вопрос о смысле[7];

- Религиозный текст[4];

- Пародия на религиозный текст[8];

- Каббалистический текст[9];

- Экокритический текст[10];

— а также многие другие.
Тем не менее, вопрос интерпретации до сих пор остаётся открытым, при этом существует мнение, что эта история была задумана Кафкой так, чтобы полностью уйти от каких-либо интерпретаций.